# Consejo Interprovincial de Asturias y León
El Consejo Interprovincial de Asturias y León fue un entidad administrativa creada el 6 de septiembre de 1936 bajo la Segunda República española, en los inicios de la guerra civil española y en el contexto de la Revolución Española de 1936, como sucesora del Comité de Guerra de Gijón y el Comité Popular de Sama de Langreo, reorganizándose tras la crisis de diciembre de 1936. El 24 de agosto de 1937 se transforma en el Consejo Soberano de Asturias y León mediante un decreto firmado en Gijón.
El organismo  surgió el 23 de diciembre de 1936 en virtud de un decreto del presidente de la República Española, Manuel Azaña, que planteaba «la organización del Estado en comités provinciales y, en algunos casos como éste, interprovinciales, configurándose como la máxima autoridad republicana en cada zona». El Consejo Interprovincial de Asturias y León, incluía toda Asturias menos la ciudad de Oviedo, en manos de los sublevados franquistas, con capital en Gijón, y la franja norte de la montaña leonesa, con centro en Villamanín.